# PACER
PACER (аббревиатура для публичного доступа к электронным записям суда) — это электронная служба публичного доступа к документам федерального суда Соединенных Штатов. Это позволяет пользователям получать информацию о делах и документах из окружных судов Соединенных Штатов, апелляционных судов Соединенных Штатов и судов по делам о банкротстве Соединенных Штатов. Система управляется Административным управлением судов Соединенных Штатов в соответствии с политикой Судебной конференции, возглавляемой Главным судьей Соединенных Штатов. По состоянию на 2013 год в нём хранится более 500 миллионов документов.
Каждый суд поддерживает свою собственную систему, при этом небольшая часть информации по каждому делу каждую ночь передается на сервер индекса сторон/дел в США, расположенный в Сан-Антонио, штат Техас, в Сервисном центре PACER. Отчеты представляются в отдельные суды с использованием системы управления делами/электронных файлов дел Федеральной судебной системы (CM/ECF) и обычно принимают подачу документов в формате портативных документов (PDF) через электронную систему подачи судебных дел (e-filing). Каждый суд ведет свои собственные базы данных с информацией о делах. Поскольку системы баз данных PACER поддерживаются в каждом суде, в каждой юрисдикции будет свой URL-адрес.
PACER подвергался критике за то, что он технически устарел и сложен в использовании, а также за то, что требовал платы за записи, находящиеся в общественном достоянии. Начиная с 2019 года, в отношении сборов возникают юридические проблемы. В настоящее время принимаются законодательные меры по их устранению. В ответ некоммерческие проекты начали предоставлять такие документы бесплатно в Интернете. В одном из таких проектов, RECAP, участвовал активист Аарон Шварц; его деятельность по загрузке была расследована федеральным правительством. Хотя никакого преступления совершено не было и никаких обвинений предъявлено не было, правительство закрыло свою программу предоставления бесплатного публичного доступа к PACER.